# Château de Montguerré
Le Château de Montguerré est un château français situé à Montenay, dans le département de la Mayenne et la région des Pays de la Loire. Il est situé à 5 kilomètres au Sud-Ouest du bourg. Le ruisseau de Montguerré et Fontenailles, né en Saint-Pierre-des-Landes, est un affluent de l'Ernée d'une longueur de 12 400 mètres. Il subsiste encore le portique, une tour et la chapelle de l'ancien château. Cette demeure fut longtemps la propriété de la famille Plessis-Châtillon

## Désignation
- Montguerré, 1380 (Histoire de Bretagne, Preuves, t. II, col. 249).
- J. de Montgarré, 1389
- J. de Monguerré, 1413 (Cartulaire de l'Abbaye de Fontaine-Daniel, p. 275, 280).
- Montgueré, château et bois (Hubert Jaillot).
- Montguerré, château et bois, Petit-Monguerré, ferme (Carte de Cassini).
- Montgueret, château (carte d'État-Major).

## Histoire
Il s'agissait d'un fief, domaine, bois, étang, moulin, mouvant de la châtellenie d'Ernée. Quand on croyait que Bertrand du Guesclin avait été fait prisonnier à Juvigné, on complétait le récit en ajoutant qu'il avait été conduit au château de Montguerré ; aujourd'hui qu'on sait que l'accident eut lieu à Jouvigné-en-Vernie (Sarthe).
« « Le château étant éloigné d'une lieue et demie de Montenay et les chemins impraticables, il a été bâti de temps immémorial une chapelle, laquelle est propre, pourvue de tous les ornements ; la dame son épouse avoit obtenu la permission d'y faire célébrer la messe pour sa famille, ses domestiques, les jours de dimanche et fêtes, même d'y recevoir le sacrement de pénitence et d'eucharistie, hors la quinzaine de Pâques ». Pierre du Plessis-Châtillon, 21 décembre 1702. »
L'ancien château a été détruit en 1834, sauf la chapelle, une tour et un portail. Le nouveau château construit au XIXe siècle est pour l'Abbé Angot un gros logis carré sans architecture. Les armoiries du Plessis-Châtillon et de Goué, provenant de l'ancien château, s'y voient aussi bien qu'au portail et à la tour isolée. Le château du XIXe siècle occupe le point culminant de la colline d'où la vue s'étend sur un horizon complet, vers Montenay, Juvigné, Mégaudais, Ernée.

## Chapelle
La chapelle est abandonnée depuis la fin du XIXe siècle. L'Abbé Angot indique qu'on y voyait un tableau de l'Assomption, remplacé par une Immaculée-Conception.  La chapelle a été restaurée par le comte de Hercé au début du XXe siècle. La cloche de la chapelle, utilisée pour le service du château, porte ces mots en gothique avec des initiales fleuries : Sancte Juliane, ora pro nobis.
Pour rendre stable le service religieux, le seigneur de Montguerré lui attache une rente de 100 ₶ sur la métairie du Pont-de-Pierre, à charge de trois messes par semaine,.

## Sources et bibliographie
- « Château de Montguerré », dans Alphonse-Victor Angot et Ferdinand Gaugain, Dictionnaire historique, topographique et biographique de la Mayenne, Laval, A. Goupil, 1900-1910 [détail des éditions] (BNF 34106789, présentation en ligne)